# آنا لنگفوس
آنا لنگفوس (انگلیسی: Anna Langfus؛ ۲ ژانویه ۱۹۲۰ – ۱۲ مهٔ ۱۹۶۶) رمان‌نویس اهل لهستان بود که از بازماندگان مشهور رویداد هولوکاست محسوب میشود.
وی همچنین بابت کتاب خاطرات خود از آن دوران که کیسه‌های شن نام دارد برندهٔ جوایزی همچون جایزه گنکور شده‌است.